# Đàn Quân

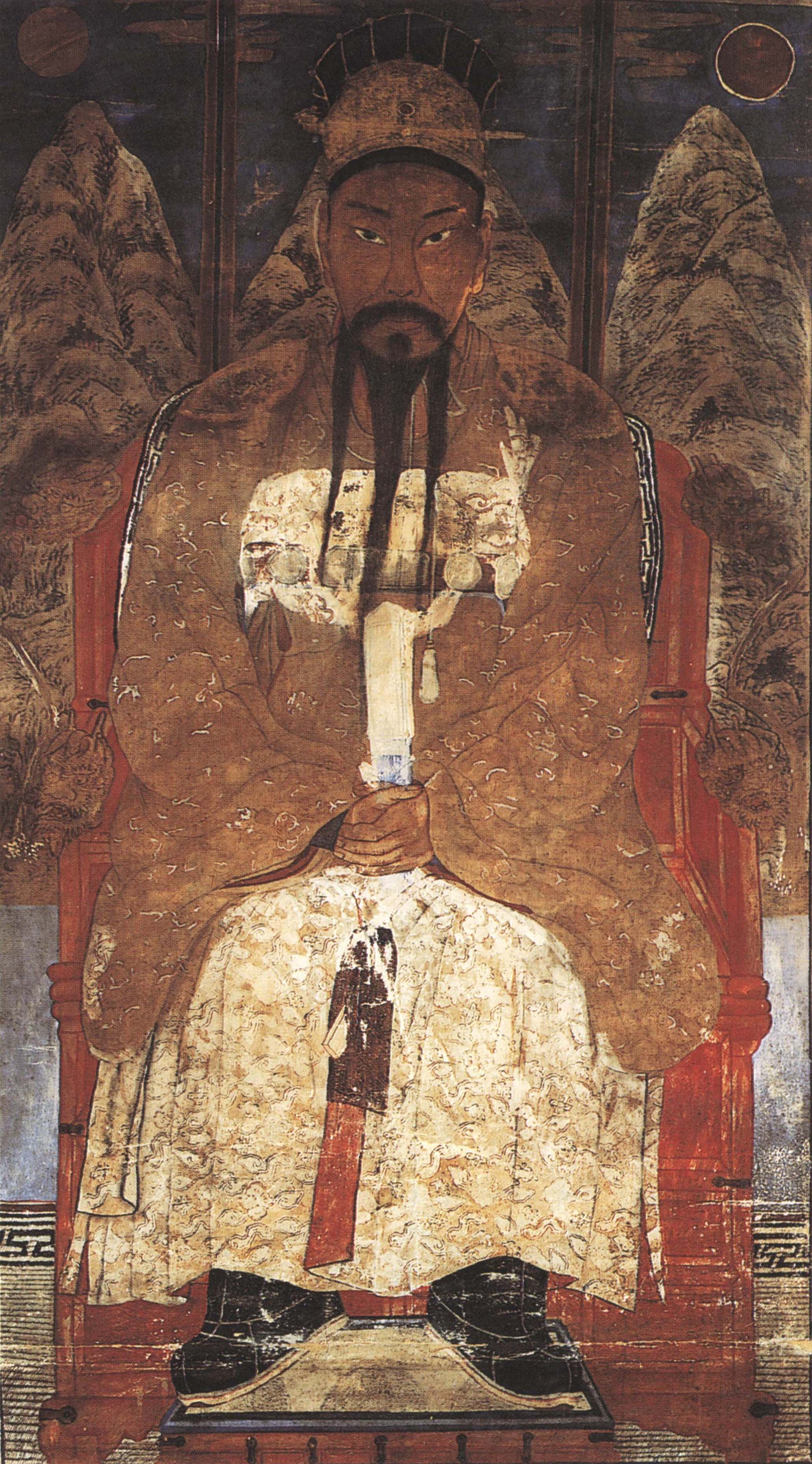
Đàn Quân

Đàn Quân (hangul: 단군, hanja: 檀君, chuyển tự Latinh: Dangun, phát âm như: Tàn gun; trị vì khoảng 2333 TCN) là vị vua thần thoại sáng lập ra nước Vương Kiệm Triều Tiên (vì thế nước này còn được gọi là Đàn Quân Triều Tiên) một quốc gia cổ đại được kể đến trong các huyền thoại của dân tộc Triều Tiên. Tương truyền, con của Thiên Đế trên thiên đình giáng phàm, dùng phép biến một con gấu cái thành một người đàn bà xinh đẹp, thụ thai cho nó. Nó đẻ ra một đứa bé, chính là vua Đàn Quân.

## Truyền thuyết
Ngày xưa, con thứ của Hoàn Nhân Thiên đế(桓因天帝) là Hoàn Hùng(桓雄) đã muốn được cai trị thế giới con người. Vì vậy Hoàn Nhân đã xem xét thế giới con người. Sau đó ông đã thấy rằng vùng đất từ núi Tam Nguy Thái Bá(三危太伯, nay là núi Tam Nguy(三危山) của Trung Quốc và núi Bạch Đầu(白頭山) của Bắc Triều Tiên) là nơi thích hợp để xây dựng thế giới con người phát triển. Hoàn Nhân đã cho 3 Thiên Phù Ấn(天符印, là gươm, gương với giọt nước bằng đồng) và cho phép Hoàn Hùng cai trị thế giới con người. Sau đó, Hoàn Hùng đã rời khỏi thiên giới để xuống Thần Đàn Thụ(神檀樹) trên đỉnh núi Thái Bạch(太白山, nay là núi Bạch Đầu(白頭山) của Bắc Triều Tiên) với triều thần gồm Phong Bá(風伯), Vũ Sư(雨師), Vân Sư(雲師) và 3.000 thủ hạ. Sau đó, ông đã đổi tên Thần Đàn Thụ là Thần Thị(神市) và xưng là Hoàn Hùng Thiên Vương(桓雄天王). Hoàn Hùng đã đảm đương 360 việc của thế giới con người như là: thóc lúa, tính mạng, bệnh tật, trừng phạt, và thiện ác v.v. Một hôm, có một con gấu và một con hổ đã tìm đến Hoàn Hùng để cầu xin ngài giúp đỡ được trở thành con người. Sau khi nghe thỉnh cầu của chúng, Hoàn Hùng đã đưa cho chúng 1 túi cải cúc và 20 củ tỏi. Ngài nói với chúng rằng nếu chúng chỉ ở hang động và ăn những thức ăn đó trong vòng 100 ngày thì có thể trở thành con người. Sau đó con gấu đã thành công và trở thành người con gái, được gọi là Hùng Nữ, còn con hổ không chịu khó khăn và rời khỏi hang động. Nhưng không người đàn ông nào muốn lấy Hùng Nữ(熊女) làm vợ nên bà đã cầu nguyện với Hoàn Hùng để được kết duyên với ngài. Vì thế Hoàn Hùng đã tạm thời trở thành con người và kết duyên với Hùng Nữ. Sau đó, Hùng Nữ đã sinh được một người con trai. Người con ấy là Đàn Quân Vương Kiệm(檀君王儉).
Vào năm 2333 TCN (?), Vương Kiệm (王儉), là Đàn Quân Vương Kiệm hoặc Đàn Quân) đã định thủ đô là Bình Nhưỡng (平壤) và lấy quốc hiệu là Triều Tiên (朝鮮). Bây giờ người ta gọi là Cổ Triều Tiên (古朝鮮) để phân biệt với Triều Tiên thời phong kiến. Ngày nọ, Đàn Quân đã dời thủ đô từ Bình Nhưỡng đến A Tư Đạt (阿斯達) dưới chân núi Bạch Nhạc (白岳山), nay là núi Cửu Nguyệt (九月山) của Bắc Triều Tiên). Sau đó, Đàn Quân đã cai trị Triều Tiên trong 1.500 năm. Vào năm Vũ Vương (武王) của nước Chu (周) bên Trung Quốc lên ngôi, Đàn Quân nhường ngôi cho Cơ Tử (箕子) và trở thành thần núi của A Tư Đạt. Lúc đó, tuổi thọ của Đàn Quân là 1.908 tuổi.